# Hôtel de région des Pays de la Loire
L’hôtel de région des Pays de la Loire est un immeuble contemporain abritant le conseil régional des Pays de la Loire et ses services. Il est situé à la pointe amont de l'Île de Nantes, près du parc de Beaulieu, à Nantes.

## Histoire
C'est Olivier Guichard, président du Conseil régional depuis 1974, qui déclenche en 1981 le processus de construction d'un hôtel de région. Le 2 février 1982, le Conseil régional en adopte le principe et mandate la Société aménagement de Loire-Atlantique (SILA) chargée de l'aménagement de l'« île Beaulieu » la mission d'acquérir le terrain destiné à accueillir l'« immeuble régional », et délègue la maitrise d'ouvrage à une filiale de la Caisse des dépôts et consignations, la SCIC (actuelle Icade).
Le 12 juillet 1982, le groupe de travail, présidé par Olivier Guichard, destiné à assurer le suivi du projet, adopte le principe d'un bâtiment pouvant recevoir à la fois : les assemblées plénières du Conseil régional et du Conseil économique et social régional, les présidents et les exécutifs ces deux instances, ainsi que le Préfet, commissaire de la République ; le Secrétaire général aux affaires régionales (SGAR) et la paierie de la région.
Cela implique la nécessité de disposer sur 15 000 m2 de surfaces utiles dont 4 000 m2 de parking : d'une salle de séance de 250 places, de salles de réceptions, de salles de commissions, de bureaux pour les membres des assemblées et des différents exécutifs, de logements de fonctions, ainsi que divers locaux techniques. Le coût total de l'opération est estimé à 125 millions de francs.
Un concours national d'architecture est alors organisé. Trente équipes d'architectes déposent leurs candidatures. Outre des équipes régionales, trois architectes de renom déposent leurs projets : Louis Arretche qui réalisa les campus de l'université de Nantes, Maurice Novarina qui participa à la création de la ZUP de Planoise, ainsi que Renaud Bardon, Pierre Colboc et Jean-Paul Philippon qui conduisirent à la transformation de la gare d'Orsay en musée. Après avoir sélectionné dix de ces équipes dont cinq sont admises à présenter un projet développé, le choix du jury se porte finalement le 13 décembre 1982 sur l'équipe constituée des architectes nantais Ménard, Thibault, Soulard et le cabinet 3A. Après deux ans d'études, le chantier débute en décembre 1984 et le gros œuvre fut achevé en septembre 1985.
Le bâtiment sera l'un des premiers hôtels de région construits en France, après celui de Bourgogne inauguré en 1981. L'hôtel de la Région des Pays de la Loire est érigé durant les décrets d'application des lois sur la décentralisation initiées par Gaston Defferre. Les architectes n'avaient donc aucune typologie de référence permettant d'organiser les espaces afin d'obtenir une représentation équilibrée et visible des deux principaux acteurs de la politique régionale que sont le Président du Conseil régional et le Préfet de région. Cette situation imposa donc aux concepteurs l'élaboration d'une architecture intérieurement évolutive.
Après 250 000 heures de travail nécessitant l'intervention de 45 entreprises, les services régionaux ont pris possession de leurs nouveaux locaux le 15 décembre 1986. Le 10 janvier 1987, l'édifice fut inauguré par Olivier Guichard, en présence de Jacques Chaban-Delmas, président de l'Assemblée nationale, de 14 présidents de conseils régionaux et des préfets successifs de la Loire-Atlantique.
Il visé par une tentative d'attentat en juillet 1989 puis par un attentat à la bombe le 7 mai 1989 commis par l'Armée révolutionnaire bretonne faisant d'importants dégâts sans faire de victime,.
Les bureaux réservés initialement au Préfet de région et à ses collaborateurs n'ont guère servi en tant que tels. Ces derniers restant finalement à l'Hôtel de préfecture situé dans le centre-ville. Ces bureaux ont donc été réattribués à divers collaborateurs des services du Conseil régional.
L'extension de l'hôtel qui était prévue initialement avec la construction de bâtiments autour d'un second patio sera définitivement abandonnée au profit d'édification d'immeubles de bureaux à proximité immédiate de l'hôtel.

## Architecture
Cette construction de béton, de verre et d'acier se positionne au nord-est de l'île de Nantes, dont la façade nord donne justement sur les rives de la Loire (bras de la Madeleine). L'entrée principale de l'édifice se trouve de ce côté-ci et est précédée d'un parvis agrémenté de l'œuvre de François Morellet intitulée Portail 0°-90°, Portail 8°-98°.
La partie est de l'édifice est dominée par un dôme de verre sous lequel se trouve l'hémicycle, autour duquel sont disposés le hall d'entrée, des espaces de réception, des salons, la salle à manger, le bureau du président du Conseil régional.
La partie ouest, occupée essentiellement par des bureaux, est composée de trois bâtiments en « U », articulés autour d'un patio dallé et planté.

### Hall d'entrée
Après avoir franchi le perron, on pénètre dans un vaste hall d'honneur dont l'architecture intérieure reprend la géométrie des façades extérieures en utilisant les mêmes matériaux. L'espace est inondé de lumière naturelle par les baies vitrées de l'entrée et par les imposants caissons lumineux faisant office de plafond. Le sol est couvert d'un marbre blanc veiné de gris clair. Face à l'entrée, un escalier monumental à doubles volées droites est adossé au mur séparant le hall de l'hémicycle. Il conduit aux mezzanines qui surplombent le hall à mi-hauteur.

### Salon d'honneur et salle à manger
Ces deux pièces situées au rez-de-chaussée, sur le côté est du hall d'entrée, ont été conçues pour recevoir des hôtes de marque comme le Président de la République ou le Premier Ministre. D'une capacité respective de 100 et 200 personnes, elles communiquent avec une cuisine et un espace traiteur. Elles sont décorées de colonnes, de marbres, de luminaires, de glaces sablées et design.

### Hémicycle
D'une capacité de 250 places (150 pour les élus, 50 pour les fonctionnaires de la région et 50 pour le public), il est occupé alternativement par les 93 conseillers régionaux et les membres du Conseil économique, social et environnemental régional. La salle des assemblées, à laquelle on accède principalement par la mezzanine ouest, est baignée par la lumière naturelle de la coupole. Elle est aussi équipée d'un espace réservé à la presse, ainsi que de cabines de traduction simultanée.

### Bureau du président
On y accède à partir de la mezzanine est qui la sépare de l'hémicycle. Il est composé d'un ensemble de trois pièces : une antichambre, un bureau et un salon. La décoration, qui a été conçue par Louis Soulard, combine l'effet d'un mobilier donnant l'apparence d'une sculpture contemporaine en bois et l'efficacité d'usage de celui-ci grâce à des jeux de tablettes encastrées mais mobiles, ce qui permet d'offrir un espace de travail personnel pouvant être étendu à deux ou trois collaborateurs. Le bureau et le salon attenant, ouvrent sur une terrasse donnant sur la pointe de l'île de Nantes et notamment le parc de Beaulieu.
À l'origine, le bureau du Préfet de région situé à proximité, adoptait la disposition et la même surface que celui du Président.

## Polémique
Le 8 mars 2017, l'hebdomadaire Le Canard enchaîné publie un article évoquant la présence d'une salle de prière chrétienne dans les bureaux du cabinet du président, sous la présidence de François Fillon. Cette salle aurait été démantelée en 2004 lors du basculement vers une majorité de gauche à l'Hôtel de Région. Cette information est démentie par la droite, qui évoque un espace déjà présent sous la présidence d'Olivier Guichard.

## Œuvres d'art
- Portail 0°-90°, Portail 8°-98°, François Morellet (1987).
- La Délivrance, Émile Oscar Guillaume (1914), occupa de 1987 à 2018 le sommet du socle situé à l'extrémité orientale du « square de Délivrance » à l'angle sud-est de l'hôtel de région.